# European Journal of Physics
The European Journal of Physics (Европейский журнал физики) — рецензируемый научный журнал, посвященный поддержанию и улучшению стандартов физического образования в высших учебных заведениях. Журнал, издаваемый с 1980 года, теперь публикуется IOP Publishing от имени Европейского физического общества. Нынешний главный редактор — Майкл Фоллмер (Michael Vollmer) из Бранденбургского университета прикладных наук.
Журнал не публикует оригинальные исследования в области физики, его основная тематика:
- Обзор исследований на уровне, доступном для студентов
- Комментарии специалистов по результатам исследований
- Описания новых лабораторных упражнений
- Научные или обзорные статьи на соответствующих уровнях
- Описания успешных оригинальных студенческих проектов
- Обсуждение истории и философии физики
- Сообщения о новых разработках в методике преподавания физики, учебных программах по физике.

Журнал имел импакт-фактор 0,608 за 2015 год, согласно Journal Citation Reports. Он индексируется в Chemical Abstracts, Engineering Index / Ei Compendex, Web of Science, Inspec, Zentralblatt für Mathematik и других службах.